# デアデビル (テレビドラマ)
『デアデビル』（Marvel's Daredevil, またはDaredevil）は、マーベル・コミックの同名キャラクターを基にドリュー・ゴダードがネットフリックスで企画したアメリカ合衆国のウェブテレビジョンシリーズである。マーベル・シネマティック・ユニバースに属する作品である。

## 概要
「マーベル・コミック」のアメリカン・コミックの実写作品を同一の世界観で扱う『マーベル・シネマティック・ユニバース』シリーズに属する作品であり、様々な映画作品と世界観を共有している。
シリーズでは昼間は弁護士、夜はクライムファイターとして活動するマット・マードック（デアデビル）をチャーリー・コックスが演じる。シリーズはネットフリックスによるマーベル・シネマティック・ユニバース作品の1本目であり、今後の作品とはザ・ディフェンダーズのミニシリーズでクロスオーバーする予定である。製作はマーベル・テレビジョンがABCスタジオと共同で行い、ショーランナーはスティーヴン・S・デナイトが務める。
2015年4月10日にシーズン1の全話が配信された。日本では同年9月1日のNetflixサービス開始と同時に配信された。2016年3月18日にシーズン2が、2018年10月19日にシーズン3が全世界同時に配信された。2018年11月に打ち切りが発表された。2022年2月28日をもって全世界のNetflixで配信停止となった。その後、同年3月16日からDisney+のサービス展開地域にて順次配信されることが同月1日にウォルト・ディズニー・カンパニーから発表された。日本では同年6月24日に配信されることが同月14日にウォルト・ディズニー・ジャパンから発表された。

## ストーリー

### シーズン1
昼間は弁護士として活動するマット・マードックは、少年時代に盲目と引き換えに得た超感覚を利用し、夜はデアデビルとなってアベンジャーズとチタウリの戦いの後、スラム街となってしまったニューヨークのヘルズ・キッチン近隣で犯罪者と戦う。

## メインキャラクター
マシュー・“マット”・マードック / デアデビル (Matthew “Matt” Murdock / Daredevil)
演 - チャーリー・コックス (Charlie Cox)、スカイラー・ギアートナー（幼少期）、日本語吹替 - 内田夕夜、村瀬歩（幼少期）
盲目の弁護士。9歳の時に交通事故で化学廃棄物を浴びて失明する。しかし、それにより視覚以外の五感が通常では考えられないほど発達し超人的な聴力や嗅覚を得る。これにより今いる位置や室内の空間認識、人の呼吸や心拍数を聞き分けることで嘘や心理を見抜くなどの特殊能力を身につけた。孤児になった当初は能力のコントロールが出来ずに様々な情報が無尽蔵に入ってきた為に、父親が死んだことでストレスを感じてしまい、ただ暴れて落ち着かないとしか見られていなかったが、盲目の武術家スティックに引き取られてから感覚を制御する方法とそれを活かした武術を学ぶ。
製作総指揮のデナイトは「彼は超人的な力を持っていない。彼は不死身ではない。あらゆる局面で彼は自分を限界まで押し上げる男で、普通の人間よりも優れた感覚を持っている。彼は人間である」と述べた。またキャラクターの「グレー」なモラルについて彼は「彼は昼間は弁護士であり、この誓いを守る。しかし毎晩彼は誓いを破り、外へ出て、非常に暴力的なことを行う。（中略）私は実に欠陥のあるヒーロー、人間のヒーローが好きだ」と述べた。キャラクターのカトリシズムはシリーズで大きな役割を演じ、デナイトは「マーベル・ユニバースで最も宗教的なキャラクター」と説明した。コックスをデアデビル役にキャスティングするというアイデアは2012年にマーベル・スタジオが20世紀フォックスからキャラクターの権利を獲得する以前からマーベルのチーフ・クリエイティブ・オフィサーのジョー・カザーダが提案していたものである。
チャーリーが演じるマット・マードックはMCUフェーズ4劇場作品となる『スパイダーマン:ノー・ウェイ・ホーム』（2021年）にスパイダーマンであるピーター・パーカーの弁護士としてカメオ出演した。その後もMCUのドラマ作品である『シー・ハルク:ザ・アトーニー』『エコー』『デアデビル:ボーン・アゲイン』への出演が決定している。
シーズン1
法律で裁けない悪を狩るクライムファイター。シーズン1では鼻から上を隠す黒覆面と上下黒の衣に身を包み活動する。マスコミがつけたあだ名は「ヘルズキッチンの悪魔」。スティックから学んだ格闘術を用いて犯罪者を完封なきまでに叩きのめす。ヤクザのノブと戦って重傷を負ってしまい、身を守るスーツが必要だと感じた彼はウィルソン・フィスクのお抱えだったメルヴィン・ポッターに依頼し、最終話でダークレッドを基調にした専用コスチュームを入手してフィスクの逮捕に貢献。マスコミにより「デアデビル」と命名された。
シーズン2
シーズン1と変わらず昼は弁護士として善良な人々を助け、夜はデアデビルとして犯罪者と戦っている。
フランク・キャッスル＝パニッシャーと対決する中で互いの正義を否定しあいながら闘いを続ける。ようやくフランクは逮捕され、マットはフランクの弁護を請け負う。しかし黒幕であるブラックスミスの横やりが入ったり、突然現れたエレクトラに対してデアデビルとして協力活動を行うなどしたため裁判に集中できず、フォギーやカレンとの信頼関係が破綻してしまった。それでもデアデビルとしての活動を続ける決意をし、事務所を畳んでエレクトラと共にヤミノテと戦うが、ノブにエレクトラを殺されてしまう。全てを失ったマットはカレンを事務所に呼び出し、自分がデアデビルであることを告白する。
シーズン3
『ザ・ディフェンダーズ』での戦いでビルの倒壊に巻き込まれて死亡したと思われていたが、偶然にも地下の下水道から流し出されて脱出。通りすがりのタクシードライバーに助けられ生き延びていた。生まれ育った修道院に助けを求めて収容され、それからしばらくの間は昏睡状態に陥っていたが意識を取り戻した。
カレン・ペイジ (Karen Page)
演 - デボラ・アン・ウォール (Deborah Ann Woll)、日本語吹替 - 木下紗華
シーズン1
ユニオン・アライド建設社の財務部会計主任の秘書だった女性。会社の不正に気づいて証拠のデータを入手するが殺人の汚名を着せられ、自分も殺されそうになる。マットとフォギーが立ち上げた法律事務所の最初の依頼人となり、ネルソン＆マードック法律事務所の秘書として雇われる。マットの人生に影響を与える女性である。
終盤、ウェスリーに捕まってしまうが、彼女を甘く見ていたウェスリーが銃を見せつけたところを奪い射殺した。
シーズン2
順調に仕事をこなす中でマットに恋心を持ち始めている素振りがあり、彼の隠し事にも気付きはじめているが、デアデビルであることは知らない。
パニッシャーが現れたことで、シーズン1でウェスリーを殺したことが罪として裁かれるのではないかと不安に駆られている。逮捕されたフランクの弁護を事務所が請け負うも、ブラックスミスの横やりで裁判が滅茶滅茶になり、更にはマットの自宅にエレクトラといたところを目撃して完全にマットとの関係は破綻。
その上、ブラックスミスに命を狙われたところをフランクに救われて逃げ回ることになってしまう。逃亡中、フランクに対して「殺さない」ことを諭そうとするも利用されていただけだった。
事務所を辞め、ベンのいた新聞社で記者として働き始めた。その後、マットからようやくデアデビルだと教えられる。
同じくNETFLIXのドラマ『ザ・ディフェンダーズ』『パニッシャー』にも登場している。
『ザ・ディフェンダーズ』事件の後、消息不明となったマットの生存を信じ、彼の部屋の家賃を払っていたが、そのために厳しい生活を続けていた。
カレン・ペイジのキャラクターを作り上げることに関し、2008年から2014年に『トゥルーブラッド』でジェシカ・ハンビーを演じた後のウォールは「私はすでに2つのキャラクターの大きな違いに気がつき始めている。（中略）私は『これがジェシカなら、彼女はこうしただろう』と感じることができたが、それとは違うものを望んでいる。それは常に何らかの方法で私であるだろう。私は、俳優として、それの一部だと考える」と述べた。
フランクリン・“フォギー”・ネルソン (Foggy Nelson)
演 - エルデン・ヘンソン (Elden Henson)、日本語吹替 - 中村章吾
シーズン1
コロンビア大学時代からのマットの親友。大手法律事務所でインターンを勤めたが、そこからのオファーを断わり、ヘルズキッチンに法律事務所『ネルソン＆マードック』を開く。陽気で冗談好きな三枚目だが、勇敢さと正義感も持ち合わせている。
第1シーズン終盤でマットが「覆面の男」であることを知り、一時は事務所を解散する寸前まで険悪な仲に陥るが、フィスクとの最後の戦いに臨もうとするマットの決意が固い事を知ると、「ヒーローになれ」と告げて送り出した。
フィスクの逮捕後、マットとの親友関係を完全に取り戻し、事務所に再び『ネルソン＆マードック』の看板を掲げた。
シーズン2
事務所を訪れる依頼人こそ多いものの、貧しい人々であるため弁護料の支払いが果物や料理だったりするなど金銭面で繁盛しているとは言えず、苦労しているが、依頼人には親身に接している。
逮捕されたフランクの弁護を請け負うが、マットがデアデビルとしての活動を優先した結果として裁判をまともに維持できなかったため、事務所を畳むことになり『ネルソン＆マードック事務所』は消滅した。しかしフランクを弁護した様子が、かつてインターンをしていたホガース事務所に評価され、好待遇で迎え入れられた。
同じくNETFLIXのドラマ『ザ・ディフェンダーズ』『ジェシカ・ジョーンズ』『ルーク・ケイジ』にも登場している。
クレア・テンプル (Claire Temple)
演 - ロザリオ・ドーソン、日本語吹替 - 本田貴子
マットを助ける夜間勤務の看護師。メトロ総合病院のERに勤務している。ある日、偶然からゴミ箱に倒れていたマットを助けた事でフィスク配下のロシアン・マフィアに狙われ、夜の姿のマットに助けられる。
その後、忠告に聞く耳を持たないマットに呆れつつも、負傷した彼を治療するなど密かに協力する。
同じくNETFLIXのドラマ『ジェシカ・ジョーンズ』『ルーク・ケイジ』『アイアン・フィスト』『ザ・ディフェンダーズ』にも登場している。

## ゲストキャラクター

### フィスクの組織
ウィルソン・フィスク / キングピン (Wilson Fisk)
演 - ヴィンセント・ドノフリオ、日本語吹替 - 乃村健次
ヘルズキッチンの再開発を企図し、マット / デアデビルと敵対する実業家。巨漢のスキンヘッドで怪力の持ち主で、常に防刃スーツを着用して守っている。
巨大組織のボスながら自ら朝食を作り、身支度も一人で整えている。目的の為に非道な行為に手を染める一方で、部下の働きや気遣いに対し労いや感謝を示すなど、けして冷酷一辺倒ではない。また12歳の時に暴力的な実父を殺害し、母と共に死体を遺棄・隠ぺいしたという罪の記憶に未だに苦しんでいるなど、単に悪党とは言い切れない複雑な面を持つ人物。だが、一度怒ると手がつけられなくなり、アナトリーを素手で殴り殺した挙げ句、車のドアで頭を何度も挟んで切り落とすという残虐性を見せる。
恋心を抱いたヴァネッサに対しては極めて誠実で紳士的な態度で接しており、彼女の質問にも嘘をつかず真実を話す。
敵である「覆面の男」についても、「並みならぬ意志と強さを持つ相手」と認めており、決して甘く見てはいない。
MCUフェイズ4配信ドラマ『ホークアイ』（2021年）に登場しているが、吹替え声優が玄田哲章に変更されている。
シーズン2
刑務所に収監中。しかし、看守の買収や受刑者の支配等その力は未だ健在である。資金の大半は没収されたが、買収やヴァネッサを海外で生活させるだけの資金力は残っている。
シーズン3
ヴァネッサをアメリカに戻す為、自分以外の組織の情報を差し出す事と、厳重な監視体制付の高級セーフハウスでの軟禁生活を条件にFBIとの司法取引により出所した。
しかし裏から多数の捜査官への脅迫を行い、都合のいい取引を持ちかけれるよう仕向けていた。セーフハウスもダミー会社を通した自分の持ち物であり、隠し通路と監視カメラによる逆監視を行い、それぞれの捜査官を監視していた。
幼少期のフィスク
演 - コール・ジェンソン
ジェームズ・ウェスリー (James Wesley)
演 - トビー・レナード・ムーア、日本語吹替 - 浜田賢二
フィスクの有能な助手。高級スーツと眼鏡を常に身につけ、ビジネスマン然とした外見の男性。フィスクの名を出さない為に仕事では彼を「雇い主」と呼びフィスクに対する忠誠心は非常に高い。彼に対して取引相手などが居丈高な態度を示した際には、不快な様子を見せる。また、フィスクからは「友人」と呼ばれ、特別な信頼を寄せられている。
リランド・オウルズレイ (Leland Owlsley)
演 - ボブ・ガントン、日本語吹替 - 稲葉実
投資家。フィスクの金庫番。
ホフマン (Detective Hoffman)
市警の刑事。フィスクの手先。ブレイク殺害後口封じとしてフィスクの殺し屋に殺されかけたがデアデビルによって助けられ、今までのフィスクの悪事を警察に証言した。
ブレイク (Detective Blake)
市警の刑事。フィスクの手先。ロシアン・マフィアの拠点情報が入ったプリペイド携帯をデアデビルに奪われたことでフィスクの信頼を失い、デアデビルを陥れる策として狙撃される。入院中に相棒ホフマンの手で毒殺される。
ジョン・ヒーリー (John Healy)
殺し屋。マットとフォギーの弁護によって無罪となるが、デアデビルと戦い敗れる。フィスクの名を口にした後、自殺する。

### ロシアン・マフィア
タクシー会社を隠れ蓑に、麻薬の流通と人身売買を行っている。
ウラジミール (Vladimir)
演 - ニコライ・ニコラエフ、日本語吹替 - 櫻井トオル
ヘルズキッチンのロシアン・マフィアを仕切る。弟のアナトリーを殺した犯人がマットであるとフィスクに騙され、まとめて始末されそうになる。フィスクの情報を得る為に彼を助けようとするマットにオウルズレイの情報を伝えた後、重傷を負った体のまま警官隊に向っていき、射殺された。回想シーンでは弟アナトリー共にシベリアの刑務所を脱獄しニューヨークにやってきた。
アナトリー (Anatoly)
演 - ギデオン・エメリー
ウラジミールの弟。兄よりは冷静な性格。マットの正体を掴むためにクレアを拉致するが失敗、フィスクに協力を求めようとするが、ヴァネッサと二人で会っていた所を邪魔したために、激高したフィスクによって惨殺される。
セミヨン (Semyon)
ユニオン・アライドの不正の証拠を収めたUSBメモリを狙ってカレンを襲うが、デアデビルによって意識不明の重傷を負う。

### 三合会
チャイニーズ・マフィア。盲目の中国人集団を使ってヘロインの大規模な密造を行っている。
マダム・ガオ (Madame Gao)
演 - ワイ・チン・ホー (Wai Ching Ho)、日本語吹替 - 伊沢磨紀
ヘルズキッチンのチャイニーズ・マフィアを仕切る杖をつく老女。中国語しか話せないように装っているが、英語、日本語、ロシア語も堪能。
同じくNETFLIXのドラマ『アイアン・フィスト』『ザ・ディフェンダーズ』にも登場している。

### ヤクザ
ヘルズキッチンの一区画を貰い受ける約束でフィスクに協力している。謎の武器『ブラック・スカイ』をニューヨークに持ち込むことを企てている。
ノブ・ヨシオカ (Nobu Yoshioka)
演 - ピーター・シンコダ(Peter Shinkoda)、日本語吹替 - さかき孝輔
シーズン1
ヘルズキッチンにおけるヤクザのボス。
『Deadline.com』によると当初はキャラクター名はハチロウであった。戦闘では凄まじい武器術・格闘術の使い手であり、防護服を手に入れる前のマットに二度に渡って重傷を負わせ追い詰めるが、戦闘の際に浴びた燃料に着火してしまい敗北した。
シーズン2
シーズン1で焼け死んだと思われていたが、全身火傷で負傷を負いながらも生きており顔の半分も焼けただれている。実は「ヤミノテ」と呼ばれる正体不明の組織のリーダーであり、シーズン1ではヤクザとしてヘルズ・キッチンに潜伏していた。
ブラックスカイと呼ばれるモノを探し出すために暗躍しデアデビルと対立する。
裏社会ではその名を馳せておりエレクトラも「ノブ・ヨシオカ」の名を知っていた。

### 警察関係者
ブレット・マホニー巡査 (Detective Brett Mahoney)
演 - ロイス・ジョンソン (Royce Johnson)
市警巡査。フォギーとは腐れ縁。悩みの種はフォギーが母親に差し入れる葉巻。
シーズン2
引き続き登場。フォギーにパニッシャーの情報を秘かに伝えた。
シーズン3
現場捜査官として登場。チームを指揮して捜査員を指揮している。フォギーたちとも変わらず腐れ縁で協力的である。
同じくNETFLIXのドラマ『ジェシカ・ジョーンズ』『パニッシャー』にも登場している。

### その他
ベン・ユーリック (Ben Urich)
演 - ヴォンディ・カーティス＝ホール、日本語吹替 - 山岸治雄
『ニューヨーク・ブルティン』誌の事件記者。かっては硬骨の記者として知られていたが、妻が難病に倒れて入院してからは、危険な取材から手を引いていた。フィスクの犯罪行為を暴くために協力を頼んできたカレンに対しても最初は非協力的な態度だったが、危険を顧みずに行動するカレンに次第に感化され、頼れる味方となって行く。
第一シーズン終盤において、フィスクの過去と母親の所在に関する情報を掴むことに成功するが、フィスクに察知されて自宅で襲われ、絞殺された。
ヴァネッサ・マリアンナ (Vanessa Marianna)
演 - アイェレット・ゾラー、日本語吹替 - 佐竹海莉
アートギャラリーの従業員。裏社会に生きるフィスクを恐れながらも、彼が持つ優しさと孤独を感じ取り、その恋人となる。
シーズン2
海外逃亡中。名前のみの登場。
シーズン3
フィスクの共犯として逃亡生活を送っていたが、フィスクがFBIとの取引の条件のひとつとして帰国。ようやくフィスクと暮らせるようになるが、フィスクが彼女を仕事に関わらせないようにしていることに疎外感を感じており、自分も組織の一員として関わりたい想いをぶつけて中核となる。
ジャック・マードック (“Battling”Jack Mardock)
演 - ジョン・パトリック・ヘイデン、日本語吹替 - 遠藤大智
マットの父親でプロボクサー。故人。ギャングの八百長試合に逆らい大金がかかった試合に勝ったため、幼いマットを残して殺された。
スティック (Stick)
演 - スコット・グレン (Scott Glenn)、日本語吹替 - 伊藤和晃
少年時代のマットを鍛えた盲目の武術家。
謎の武器『ブラック・スカイ』を破壊・処分するためにマットの前に再び現れる。
同じくNETFLIXのドラマ『ザ・ディフェンダーズ』にも登場している。
デナイトは当初この役にサニー千葉を希望していたが、「上手くいかなかった」と述べている。その後脚本家たちの会談により浮上していたグレンが『LEFTOVERS/残された世界』での演技によりキャスティングされた。これまでに盲目のキャラクターを演じた経験がなかったグレンはこれを挑戦であると述べ、役作りのためにコミックでスティックとデアデビルの関係性を学んだ。
ポール・ラントム神父 (Father Lantom)
演 - ピーター・マクロビー (Peter McRobbie)、日本語吹替 - 水越健
シーズン1・2
ヘルズキッチンにあるカトリック教会の神父。よくマットの懺悔を聞いているが、彼のしていることを感知しているかは不明。老齢だが、さばけた人物。
シーズン3
ビルの倒壊から助かった瀕死のマットを救いだして匿った。実は父親を亡くして孤児になったマットを引き取り、孤独から周りの子たちとの喧嘩に明け暮れていたマットを育てていた。今も変わらず昔から手を焼くマットを変わらず目をかけている。
同じくNETFLIXのドラマ『ザ・ディフェンダーズ』にも登場している。
メルヴィン・ポッター (Melvin Potter)
演 - マット・ジェラルド
特殊な防護服を作ることができる仕立職人。フィスクが優れた防刃スーツを着用していることを知ったマットによりその製作者として突き止められ、接触を受けた。フィスクに協力していたのは弱味を握られていたためで、それをフィスクから守ると約束したマットを信じて、デアデビルの装備を製作する。
その後も危険な戦いを続けるマットの身を案じつつ、装備の補修や強化を引き受けた。マスクを新調した際にその性能を確かめもせず「君を信じる」の一言で済まされるほどの信頼をマットから受ける一方、自身も特殊機能を備えた警棒を自主的に製作して「クリスマスプレゼント」として贈るなど、良好な付き合いを続けた。
しかしやがてフィスクの脅威が身辺に迫ったため、マットを窮地に陥れる役を担わされる。
プロハスカ (Prohaska)
タクシー会社の大株主。ロシアン・マフィアがタクシー会社の実権を掌握するために、殺し屋ヒーリーによって殺される。
エレーナ・カルデナス夫人 (Elena Cardenas)
暴力的な手段で立ち退きを要求されているアパートの住人。立ち退きさせようとする大家の嫌がらせと戦う為にマット達に弁護の依頼を申し込みに来た。
フィスクがアパートを買い取り、立ち退き額を2倍に上げて住人が金を受け取ろうとする中、我が家を奪おうとする立ち退き要求に住民と団結して戦う決意をした矢先にジャンキーの暴漢に襲われて殺されてしまう。
マーシ・スタール (Marci Stahl)
演 - エイミー・ルトバーグ (Amy Rutberg)、日本語吹替 - 長尾明希
フォギーの元恋人で、ゴージャスな美女。大手法律事務所の弁護士。強い上昇志向がフォギーに敬遠されて別れたらしいが、彼女自身はフォギーのことを今でも気に入っている様子。
シーズン3では同棲しており、フォギーから突然のプロポーズを受ける。
同じくNETFLIXのドラマ『ジェシカ・ジョーンズ』『ザ・ディフェンダーズ』にも登場している。
ターク・バレット (Turk Barrett)
演 - ロブ・モーガン
武器の密売人。フィスクの手先としてウラジミールに偽情報を流す。
同じくNETFLIXのドラマ『ジェシカ・ジョーンズ』『ルーク・ケイジ』『ザ・ディフェンダーズ』『パニッシャー』『アイアン・フィスト』にも登場している。
ビル・フィスク (Bill Fisk)
演 - ドメニック・ロンバードッジ、日本語吹替 - 佐藤せつじ
ウィルソン・フィスクの父親。故人。虚栄心が強く強権的な人物で選挙に出るも敗れる。日常的に妻や息子のウィルソン・フィスクに家庭内暴力を振るっており、選挙後は更に酷くなった。そしてある日、借りた金の返済の相談に行こうとした事を咎めた妻に激高し激しい暴力を奮う。それを見て怒ったウィルソンに頭部を殴られて死亡。そして死体は妻にバラバラにされて川に捨てられた。
マーリン・フィスク (Marlene Fisk)
演 - アンジェラ・リード
ウィリアム・フィスクの母親。M・ビステインの名前で北部の介護施設に入所している。
シスター・マギー(Sistar Maggie)
演 - ジョアンヌ・ウォーリー
ラントム神父と同じ教会で働く修道女(シスター)。彼女もまた幼い頃からマットを世話していた。幼い頃から手を焼いていたマットを今も変わらず心配して時折神への祈りを捧げている。瀕死のマットを看病しており、意識が回復した後もマットの世話をしている。
実は行方不明だったマットの母親である。修練者だった頃は少々ヤンチャで違う生き方を探しており、マットの父親のジャックが出場していた地下ボクシングの会場に出入りしており、ジャックに見初められて彼のセコンドをやっていた。やがてジャックと結婚してマットを授かった。しかし、出産後に産後鬱(うつ)を発症してしまい、当時はあまり産後鬱が知られていない時代だった為に育児放棄と見なされてしまい、ラントム神父に引き取られていた。その後、孤児になったマットの世話をしていたものの、彼への後悔から自分が母親であることは告げることが出来ずに時は経ってしまい、デアデビルとして再び戦いだしたマットの無事を神に祈っていたところをマットに聞かれてしまった事でマットの中は険悪になってしまう。
ロスコー・スウィーニー (Roscoe Sweeney)
演 - ケヴィン・ネイグル (Kevin Nagle)、日本語吹替 - 秋元洋介
ボクシングのプロモーターをしていたアイルランド系のギャング。マットの父ジャックが八百長に逆らい試合に勝ったため、彼を殺害した。その後指名手配され、アル・マリノという偽名を使ってモンテカルロに逃亡していたが、戻ってきた所をエレクトラに捕縛され、マットによって警察に通報された。
ジョージー (Josie)
演 - スーザン・ヴァロン (Susan Varon)、日本語吹替 - 佐竹海莉
マット、フォギー、カレンらの行きつけのバー「ジョージーズ (Josie's)」のオーナー。
同じくNETFLIXのドラマ『ザ・ディフェンダーズ』にも登場している。
エリソン (Mitchell Ellison)
演 - ジェフリー・カンター (Geoffrey Cantor)、日本語吹替 - 水越健
『ニューヨーク・ブルティン』誌の編集長。
同じくNETFLIXのドラマ『パニッシャー』にも登場している。

### シーズン2
エレクトラ・ナチオス(Elektra Natchios)
演 - エロディ・ユン (Elodie Yung)、（少女時代）リリー・チー (Lily Chee)、日本語吹替 - 桜木可奈子
富豪令嬢。マットの元恋人でフランク曰く「甘やかされた令嬢の小娘」で、わがままで勝手が過ぎる自信家。自身が継いだ会社の金が犯罪に使われていた為、ヤクザから取り返す為にマットに接触するが断られると、勝手に金を振り込んで無理矢理仕事を引き受けさせて勝手にパートナーに引き込んだ。
スティックの弟子であり、マットに引けを取らない実力を持っており、マットのアパートに潜入して身を潜めていたことをマットは気付かなかった。
フランク・キャッスル / パニッシャー (Frank Castle / Punisher)
演 - ジョン・バーンサル (Jon Bernthal)、日本語吹替 - 坂詰貴之
元アメリカ海兵隊 武装偵察部隊 中尉。
戦場から帰国し、家族と共にセントラルパークに出掛けるがそこでギャングの抗争に巻き込まれ、最愛の家族を殺害される。彼自身も頭部に銃弾を受けて瀕死の重傷を負うが、スーツの男達によって蘇生させられた。同じく自警団活動を行っているデアデビルと大きく異なる点は、悪人を捕えるのでは無く処刑すること。
フランク自身、高度な軍事訓練を受けており、デアデビルと互角に戦える。
サマンサ・レイエス(Samantha Reyes)
演 - ミシェル・ハード (Michelle Hurd)
野心的な女性検事。政界進出の足掛かりとしてパニッシャーの裁判を利用する。そのためパニッシャーの弁護を引き受けたネルソン＆マードック法律事務所と激しく対立する。
同じくNETFLIXのドラマ『ジェシカ・ジョーンズ』シーズン１最終話にて先行登場している。
レイ・スクーノヴァ/ ブラックスミス(Ray Schoonover / BlackSmith)
演 - クランシー・ブラウン(Clancy Brown)
アメリカ海兵隊時代のフランクの上官。過去の作戦によって片腕を失っている。実は影でヘロインの取引を行っており、フランクの家族が死ぬギャングの抗争を引き起こした張本人であった。
グロット/エリオット・グロート(Grotto/Elliot Grote)
演 - マッカレブ・バーネット (McCaleb Burnett)、日本語吹替 - 野川雅史
パニッシャーによって壊滅したアイルランド系マフィア「ブラニガン」の生き残り。ネルソン＆マードック法律事務所に証人保護プログラムを依頼するが、パニッシャーに殺害される。
バッツァー判事(Judge Cynthia Batzer)
演 - ディアドレ・マディガン(Deirdre Madigan)、日本語吹替 - 佐竹海莉
フランクの裁判の担当判事
フィリップ(Philip Cabroni)
演 - ジョー・フォーブリッチ(Joe Forbrich)、日本語吹替 - 山本善寿
アジア専門の大学教授で暗号の達人。ヤクザの台帳の暗号化を行ったが、エレクトラとデアデビルにその解読を強要される。

### シーズン3
レイ・ナディーム捜査官
演 - ジェイ・アリ、日本語吹替 - 中村和正
シーズン3からの登場人物。FBI捜査官。義理の姉が癌に犯されており、更には姉の保険が降りず3年も前から治療費の工面をしており、今ではあちこちからかなりの借金の額がある。そのため非常に真面目な人物だが、FBI内の給料査定は非常に悪いため3年も昇給がない。
そんな時にフィスクからの取引の要求により犯罪組織を一網打尽にする手柄を挙げる。フィスクを利用して次々に手柄を立てるが、フィスクを刑務所からペントハウスに移送する際に襲撃に遭う。この時からフィスクとの取引の大きすぎた代償を悔み、後悔をみせている。フィスクを追い詰める為に必死の捜査でついに証拠を掴むが、裏切っていた上司のハトリーに握り潰されてしまい、家族を殺すと脅迫からフィスクの配下になってしまう。
ハトリー・主任捜査官
演 - ケイト・ユーダル
FBI主任捜査官。ナディーム捜査官やデックス捜査官の上司。ナディームとフィスクの捜査に協力しているかのように見えるが実は裏切り者。彼女もまたフィスクに長男を殺され、次は次男まで殺すと脅されて協力を強いられていた。
ナディームがFBIの裏切り者を示唆する話を持ってくると正体を表し、司法省のウィン管理官を自宅で射殺。ナディームを操った。
ベンジャミン・"デックス"・ポインデクスター捜査官/偽デアデビル/ブルズアイ
演 - ウィルソン・べセル、日本語吹替 - 宮本淳
FBIのスワット部隊。常人の域を遥かに超えた天性の投擲能力・狙撃能力を持つ。精密な射撃技能を備えるだけでなく、ペンやハサミなどその場の物を投擲し、壁や床に跳ね返らせて命中させる技術も得意とする。
両親を幼い頃亡くしており養護施設で育つが、その当時から境界性パーソナリティー障害を持ち、気に入らない事があると破壊衝動を引き起こしていた。
やがて陸軍に入隊し、後に自殺防止センターに勤務したが、相談者に対して自殺を煽っていた。そこで同僚職員のジュリーに恋愛感情を抱いて、職を変えてからも彼女をストーキングしていた。
フィスクに人格を見抜かれ、心の弱味を突かれて配下となり、偽デアデビルとして暗躍。彼からの指示で多くの人々を殺害し、その戦闘技能でマットをも圧倒した。
しかしフィスクが自分を操るためにジュリーを殺害していたことを知り、フィスクを狙って結婚式に乱入。止めに来たマットも加わり三つ巴の戦いとなったが、フィスクに壁へ叩きつけられた際に背骨を粉砕された。
プレジデンシャルホテルでの三つ巴の戦いで、フィスクに背骨（胸椎）を粉々に砕かれるという再起不能の重傷を負わされるが、オーヤマ博士なる医師に「コグミアム・スティール」という金属を骨格に移植される。

## エピソード一覧

### シーズン一覧
| シーズン | シーズン | エピソード | 米国での配信日                 |
| -------- | -------- | ---------- | ------------------------------ |
|          | 1        | 13         | 2015年4月10日                  |
|          | 2        | 13         | 2016年3月18日                  |
|          | 3        | 13         | 2018年10月19日                 |
| トータル | トータル | 39         | 2015年4月10日 – 2018年10月19日 |

### シーズン1 （2015年）
| 通算 | 話数 | タイトル         | 原題                      | 監督                      | 脚本                                     | 配信日 (米国) |
| ---- | ---- | ---------------- | ------------------------- | ------------------------- | ---------------------------------------- | ------------- |
| 1    | 1    | 戦いのゴング     | Into the Ring             | Phil Abraham              | ドリュー・ゴダード                       | 2015年4月10日 |
| 2    | 2    | カットマン       | Cut Man                   | Phil Abraham              | ドリュー・ゴダード                       | 2015年4月10日 |
| 3    | 3    | 吹雪の中のウサギ | Rabbit in a Snowstorm     | Adam Kane                 | Marco Ramirez                            | 2015年4月10日 |
| 4    | 4    | 故郷             | In the Blood              | Ken Girotti               | Joe Pokaski                              | 2015年4月10日 |
| 5    | 5    | 火の海           | World on Fire             | Farren Blackburn          | Luke Kalteux                             | 2015年4月10日 |
| 6    | 6    | 濡れ衣           | Condemned                 | ガイ・ファーランド        | Joe Pokaski Marco Ramirez                | 2015年4月10日 |
| 7    | 7    | スティック       | Stick                     | Brad Turner               | Douglas Petrie                           | 2015年4月10日 |
| 8    | 8    | 鏡に映る亡霊     | Shadows in the Glass      | Stephen Surjik            | スティーヴン・S・デナイト                | 2015年4月10日 |
| 9    | 9    | 自分の中の悪魔   | Speak of the Devil        | Nelson McCormick          | Christos Gage Ruth Fletcher Gage         | 2015年4月10日 |
| 10   | 10   | 親友との対立     | Nelson v. Murdock         | Farren Blackburn          | Luke Kalteux                             | 2015年4月10日 |
| 11   | 11   | 正しき者の道     | The Path of the Righteous | Nick Gomez                | スティーヴン・S・デナイト Douglas Petrie | 2015年4月10日 |
| 12   | 12   | 残しゆくもの     | The Ones We Leave Behind  | Euros Lyn                 | Douglas Petrie                           | 2015年4月10日 |
| 13   | 13   | デアデビル       | Daredevil                 | スティーヴン・S・デナイト | スティーヴン・S・デナイト                | 2015年4月10日 |

### シーズン2 （2016年）
| 通算 | 話数 | タイトル           | 原題                              | 監督                     | 脚本                                   | 配信日 (米国) |
| ---- | ---- | ------------------ | --------------------------------- | ------------------------ | -------------------------------------- | ------------- |
| 14   | 1    | 新たな戦いの幕開け | Bang                              | Phil Abraham             | Douglas Petrie Marco Ramirez           | 2016年3月18日 |
| 15   | 2    | 捨て駒             | Dogs to a Gunfight                | Phil Abraham             | Marco Ramirez Douglas Petrie           | 2016年3月18日 |
| 16   | 3    | ニューヨークの精鋭 | New York's Finest                 | Marc Jobst               | Mark Verheiden                         | 2016年3月18日 |
| 17   | 4    | 復讐の呪文         | Penny and Dime                    | Peter Hoar               | John C. Kelley                         | 2016年3月18日 |
| 18   | 5    | 過去からの呪縛     | Kinbaku                           | Floria Sigismondi        | Lauren Schmidt Hissrich                | 2016年3月18日 |
| 19   | 6    | パートナー不在     | Regrets Only                      | Andy Goddard             | Sneha Koorse                           | 2016年3月18日 |
| 20   | 7    | 海兵隊のプライド   | Semper Fidelis                    | Ken Girotti              | Luke Kalteux                           | 2016年3月18日 |
| 21   | 8    | 罪深き罪           | Guilty as Sin                     | マイケル・アッペンダール | Whit Anderson                          | 2016年3月18日 |
| 22   | 9    | 真実までの7分      | Seven Minutes in Heaven           | Stephen Surjik           | Marco Ramirez Lauren Schmidt Hissrich  | 2016年3月18日 |
| 23   | 10   | 檻の中の男         | The Man in the Box                | Peter Hoar               | Whit Anderson Sneha Koorse             | 2016年3月18日 |
| 24   | 11   | 38口径             | .380                              | Stephen Surjik           | Mark Verheiden                         | 2016年3月18日 |
| 25   | 12   | 暗闇の先に待つ闇   | The Dark at the End of the Tunnel | Euros Lyn                | Lauren Schmidt Hissrich Douglas Petrie | 2016年3月18日 |
| 26   | 13   | 地獄にも降る静寂   | A Cold Day in Hell's Kitchen      | Peter Hoar               | Douglas Petrie Marco Ramirez           | 2016年3月18日 |

### シーズン3 （2018年）
| 通算 | 話数 | タイトル             | 原題                | 監督                       | 脚本                    | 配信日 (米国)  |
| ---- | ---- | -------------------- | ------------------- | -------------------------- | ----------------------- | -------------- |
| 27   | 1    | 復活                 | Resurrection        | Marc Jobst                 | Erik Oleson             | 2018年10月19日 |
| 28   | 2    | 祈りの声             | Please              | Lukas Ettlin               | Jim Dunn                | 2018年10月19日 |
| 29   | 3    | 徒労                 | No Good Deed        | Jennifer Getzinger         | Sonay Hoffman           | 2018年10月19日 |
| 30   | 4    | 盲点                 | Blindsided          | Alex Garcia Lopez          | Lewaa Nasserdeen        | 2018年10月19日 |
| 31   | 5    | 完全試合             | The Perfect Game    | Julian Holmes              | Tonya Kong              | 2018年10月19日 |
| 32   | 6    | 闇に紛れて悪魔は笑う | The Devil You Know  | Stephen Surjik             | Dylan Gallagher         | 2018年10月19日 |
| 33   | 7    | 爪痕                 | Aftermath           | Toa Fraser                 | Sarah Streicher         | 2018年10月19日 |
| 34   | 8    | 降り止まぬ衝撃       | Upstairs/Downstairs | アレックス・ザクシェフスキ | Dara Resnik             | 2018年10月19日 |
| 35   | 9    | 非情な真実           | Revelations         | ジェニファー・リンチ       | Erik Oleson Sam Ernst   | 2018年10月19日 |
| 36   | 10   | カレン               | Karen               | Alex Garcia Lopez          | Tamara Becher-Wilkinson | 2018年10月19日 |
| 37   | 11   | 再会                 | Reunion             | Jet Wilkinson              | Jim Dunn Dara Resnik    | 2018年10月19日 |
| 38   | 12   | 最後の賭け           | One Last Shot       | Phil Abraham               | Sam Ernst               | 2018年10月19日 |
| 39   | 13   | もう一度3人で        | A New Napkin        | Sam Miller                 | Erik Oleson             | 2018年10月19日 |

## 製作

### 企画
2013年4月23日、マーベル・スタジオ社長のケヴィン・ファイギは、デアデビルの映画化権が昨年10月に20世紀フォックスから同社に戻り、従ってマーベル・シネマティック・ユニバースでキャラクターが使用可能となったことを明かした。2013年10月、『Deadline』は合計60話に及ぶ4本のドラマシリーズとミニシリーズを準備し、ビデオ・オン・デマンドサービスやケーブルプロバイダーに話を持ちかけ、ネットフリックス、Amazon、WGNアメリカが興味を持っていることを報じた。数週後、マーベルとディズニーはディフェンダーズを基としたミニシリーズに繋がるデアデビル、ジェシカ・ジョーンズ、ルーク・ケイジ、アイアンフィストを主役とした実写シリーズでネットフリックスと提携することを発表した。
ドリュー・ゴダードはシリーズのエグゼクティブ・プロデューサー兼ショーランナー、さらには第1話の脚本兼監督として雇われた。2014年5月、ゴダードはソニー・ピクチャーズ エンタテインメントでのマーベルのシニスター・シックスを基とした長編映画の監督に集中するためにショーランナーを辞任したことを発表した。第1話と第2話の脚本を執筆したゴダードはコンサルタント兼エグゼクティブ・プロデューサーとして名前が残り、後任はスティーヴン・S・デナイトに決定した。またタイトルは『Marvel's Daredevil』となったことも明かされた。番組は計13話構成である。

### キャスティング
2014年5月末、チャーリー・コックスがデアデビル役にキャスティングされた。6月10日、ヴィンセント・ドノフリオがウィルソン・フィスクを演じることが発表され、また6月20日にロザリオ・ドーソンがキャスティングされた。数日後、エルデン・ヘンソンがフォギー・ネルソン役にキャスティングされ、また7月17日、 デボラ・アン・ウォールがカレン・ペイジ役に決定した。10月11日、ドーソンの役柄はナイトナースに類するキャラクターであるクレア・テンプルであることが明らかとなり、またアイェレット・ゾラー、ボブ・ガントン、トビー・レナード・ムーア、ヴォンディ・カーティス＝ホールがそれぞれヴァネッサ・フィスク、リランド・オウルズレイ、ウェスリー、ベン・ユーリック役でシリーズに加わった。さらにスコット・グレンとピーター・シンコダがそれぞれスティック 役とノブ役でシリーズに複数回出演することが決まった。

### 撮影
2014年2月、マーベルはニューヨークで撮影することを発表した。2014年4月、ケサーダは古いヘルズ・キッチンのように見えるブルックリンとロングアイランドシティで撮影され、さらにサウンドステージでの作業があることを繰り返し述べた。ローブは2014年7月に撮影が始まると述べた。2014年7月、デナイトは撮影開始を明かし、番組の感触について「我々は番組を1970年代のニューヨークのザラザラしたようにしたい。我々は街の美しさと腐敗、そして同時にヘルズ・キッチンは美しさと砂混じりを兼ね揃えているという考え方が好きである。そしてそれがマット・マードックがそれを愛し、護りたい理由である」と述べた。2014年10月、ウィリアムズバーグとグリーンポイントで撮影が行われた。2014年12月21日、制作は完了した。

### 音楽
2014年10月、ジョン・パエザーノがシリーズの音楽を担当することが明かされた。

### マーベル・シネマティック・ユニバースとのタイイン
本作『デアデビル』はネットフリックスにおける最初のシリーズであり、この後『ジェシカ・ジョーンズ（Marvel's A.K.A. Jessica Jones）』、『ルーク・ケイジ（Marvel's Luke Cage）』、『アイアン・フィスト（Marvel's Iron Fist）』が公開され、最終的にそれらのキャラクターがチームとなるミニシリーズ『ディフェンダーズ（Marvel's The Defenders）』へと繋がる予定である。2013年11月、ディズニーCEOのボブ・アイガーはネットフリックスでキャラクターの人気が証明された場合、「それらが長編映画になれるという大きな可能性がある」と述べた。2014年8月、ドノフリオは「ネットフリックスとのシリーズもの」の後にマーベルは「枝分かれするより大きい計画」を持っていると述べた。2014年12月、ローブは「マーベルユニバースの中にはすべての形や大きさのヒーローがいるが、アベンジャーズは宇宙、デアデビルは近隣を守るために存在している。（中略）それがマーベル・シネマティック・ユニバースで起こる。すべては繋がっている。しかしそれは我々が空を見上げて必ず（アイアンマンを）目にするという意味ではない。それは我々がまだマーベルの映画で見ていないニューヨークのちょうど別の場所である」と説明した。
2015年2月、マーベル・テレビジョンのエマ・フライシャーは本作『デアデビル』が『アベンジャーズ』で描かれたニューヨーク決戦の後の出来事になると述べている。彼女は「我々はまだマーベルユニバースの一部であるが、その『エージェント・オブ・シールド』の世界でははっきりしていない。我々は独自の角にいる。それでエイリアンが街へ降りてきて壊滅させ、そしてこれはヘルズ・キッチンの再建の物語である」と述べた。

## 公開

### 配信
『Daredevil』は2015年4月10日にストリーミングサービスのネットフリックスにより全視聴可能地域で配信予定である。全13話は他の成功したネットフリックスのシリーズと同様にビンジウォッチングを奨励するために一挙に配信される。2015年2月、シリーズはUltra HD4Kで視聴可能であることが明らかとなった。

### マーケティング
2014年のニューヨーク・コミック・コンでシリーズの映像が上映された。2015年1月、モーションポスターの公開と同時に第1シーズンの配信日が発表された。翌2月4日、予告編が公開された。

## その後

### 打ち切り
2018年11月29日、シーズン3をもっての打ち切りが発表された。出演者のエイミー・ルトバーグによれば、シーズン4の準備が進んでいたマーベルではNetflixから打ち切りが通告されて驚いたという。
なお、Netflixとマーベルの間で交わされた契約に従い、デアデビルが打ち切られてから2年間はNetflixと共同制作したドラマシリーズのキャラクターを使用できないため、マーベルが本シリーズやキャラクターの権利を再取得できるのは早くて2020年11月となった。そして、同年11月29日に該当の契約が消滅したとアメリカの現地メディアが報じた。これにより、Netflixが製作に関わらないマーベルのドラマや映画に本シリーズのキャラクターを登場させることが可能になった。
また、アメリカのオンラインマガジンであるDeadline.comなどによると、2022年3月1日付けで本作品や『ジェシカ・ジョーンズ』を始めとする、マーベルとNetflix共同制作のドラマシリーズのNetflixでの配信を終了することが同年2月に報じられている。その後、Netflixでの配信終了後の同年3月1日に同月16日からDisney+のサービス展開地域にて順次配信されることがウォルト・ディズニー・カンパニーから発表された。日本では同年6月24日に配信されることが同月14日にウォルト・ディズニー・ジャパンから発表された。

### MCUとの合流
2021年12月17日(米国公開日)にコロンビア ピクチャーズから公開された『スパイダーマン:ノー・ウェイ・ホーム』にて、チャーリー・コックス演じるマット・マードック/デアデビルが登場した。また、同日にDisney+で配信された『ホークアイ』エピソード5「ローニン」ではヴィンセント・ドノフリオ演じるキングピンが登場した。
2022年7月23日、マーベル・スタジオは続編となるドラマシリーズ『デアデビル:ボーン・アゲイン』をDisney+で配信することを発表した。本作（Netflix版）でマット・マードック/デアデビル役を演じたチャーリー・コックス並びにキングピン役を演じたヴィンセント・ドノフリオは続投することを明らかにしている。なお、制作発表時点では2024年春の配信公開を予定していたが、全米脚本家組合と俳優組合（SAG-AFTRA）によるストライキの影響と最初に出来上がった作品の出来の悪さにより脚本家を解雇、総入れ替えし、全体的にNetflixのデアデビルと正統な続編になるように脚本が見直され、2025年3月5日に配信公開された。
その後、撮影現場でウィルソン・ベセル演じるブルズアイの姿やデボラ・アン・ウォール演じるカレンペイジ、エルデン・ヘンソン演じるフォギーネルソン、そしてジョンバーンサル演じるパニッシャーが目撃され、Netflixの頃のキャストがカムバックする事が判明した。D23で発表された映像では、新キャラクターであるホワイトタイガー、そして新ヴィランであるミューズが登場　　　　また、映像の中にはデアデビルの複数のヘルメットが登場し、コミックに出てきた白いデアデビルスーツのヘルメットや、ブラックスーツのヘルメットそしてエコーに出てきたレッドスーツらしきヘルメットや、シーハルクに出てきたイエロースーツのヘルメットそして、今作でメインになる新スーツのヘルメットが写っている。
2022年10月6日にDisney+にて配信した『シー・ハルク:ザ・アトーニー』エピソード8「ケロケロ ジャンプ」とエピソード9「主人公は誰?」ではチャーリー・コックス演じるマット・マードック/デアデビルがゲストとして登場した。なお、同作では本作（Netflix版）で身につけていたスーツとは異なるデザインを着用して出演している
2024年1月9日（米国配信日）にDisney+にて配信した『エコー』エピソード1「チャファ」ではチャーリー・コックス演じるデアデビルがサプライズゲストとしてカメオ登場した。なお、今作ではNetflix版で身につけていたスーツと非常に近いデザインを着用して出演している。

## 日本語吹き替え版制作スタッフ
| 字幕翻訳 | 岡田多美江 |
| 吹替翻訳 | 緒方真紀（第1話、第3話、第7話、第10話、第12話 - 第39話） 李静華（第2話） 松田順子（第4話 - 第6話・第8話、第9話、第11話） |
| 演出     | 岩田敦彦 |
| 録音制作 | 東北新社 |